# Whitfell
Whitfell är ett berg i Storbritannien.   Det ligger i grevskapet Cumbria och riksdelen England, i den centrala delen av landet, 400 km nordväst om huvudstaden London. Toppen på Whitfell är 573 meter över havet, eller 252 meter över den omgivande terrängen. Bredden vid basen är 7,4 km.
Terrängen runt Whitfell är huvudsakligen lite kuperad. Närmaste större samhälle är Millom, 12,9 km söder om Whitfell. Trakten runt Whitfell består i huvudsak av gräsmarker.